# Jacek Sienicki

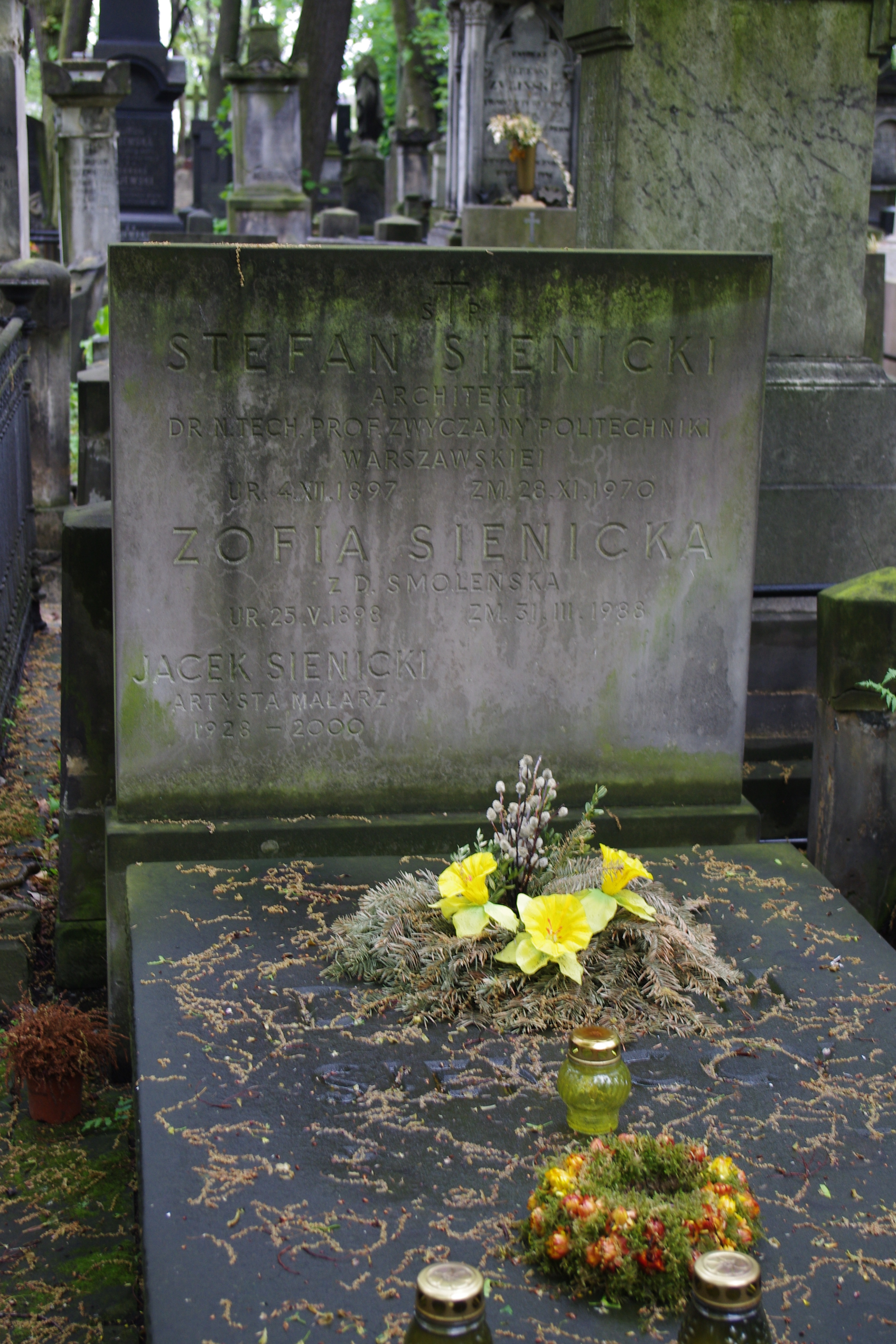
Grób malarza Jacka Sienickiego, jego rodziców i brata na Starych Powązkach w Warszawie

Jacek Sienicki (ur. 29 lutego 1928 w Warszawie, zm. 14 grudnia 2000 tamże) – polski malarz, pedagog.

## Życiorys
Jacek Sienicki był synem Stefana Sienickiego (1897-1970), architekta, projektanta wnętrz, profesora Politechniki Warszawskiej, i Zofii ze Smoleńskich (1898-1988) oraz młodszym bratem Stefana Józefa (1926-2001), inżyniera architekta, wykładowcy w szkole architektury w Montrealu. Ukończył Państwowe Liceum Artystyczne w Warszawie. W latach 1948–1954 studiował na warszawskiej Akademii Sztuk Pięknych w pracowni Artura Nachta-Samborskiego. Po raz pierwszy jego prace malarskie ukazały się w 1955 na Ogólnopolskiej Wystawie Młodej Plastyki „Przeciw wojnie – przeciw faszyzmowi”. Następnie był pracownikiem i asystentem na ASP. Od 1981 jej profesor. 1992 przeszedł na emeryturę, lecz już w następnym roku podjął znów pracę na 1/3 etatu. Spoczywa na cmentarzu Powązkowskim w Warszawie (kwatera 4-6-2/3).

## Nagrody
- 1975: Nagroda im. Cypriana Kamila Norwida
- 1983: Nagroda im. Jana Cybisa przyznana przez Stowarzyszenie Historyków Sztuki
- 1993: Nagroda Fundacji im. Alfreda Jurzykowskiego

## Odznaczenia
- Złoty Krzyż Zasługi
- Medal 30-lecia Polski Ludowej
- Nagroda Ministra Kultury i Sztuki II stopnia (1974)